# Реакция Адамкевича — Гопкинса — Коля
Реакция Адамкевича (или реакция Адамкевича — Гопкинса — Коля) — цветная реакция на производные индола, содержащие заместитель в положении 3, в том числе на остатки триптофана в пептидах и белках.

## Механизм действия
Для осуществления реакции вещество растворяют в глиоксиловой кислоте и добавляют каталитическое количество серной кислоты. Продукт реакции имеет фиолетово-синюю окраску. Реакция Адамкевича позволяет определять 0,005 мг вещества в 1 мл.

## Открытие
Реакция открыта Альбертом Адамкевичем  в 1874 году.